# Björnviken-Mörtviken
Björnviken-Mörtviken este o arie protejată (arie specială de conservare — SAC, sit de importanță comunitară — SCI) din Suedia întinsă pe o suprafață de 24,7 ha, integral pe uscat.

## Localizare
Centrul sitului Björnviken-Mörtviken este situat la coordonatele 59°59′24″N 18°44′23″E / 59.9899°N 18.7397°E.

## Înființare
Situl Björnviken-Mörtviken a fost declarat sit de importanță comunitară în iunie 2001 pentru a proteja un număr necunoscut de specii din flora spontană și fauna sălbatică aflate în arealul zonei. Situl a fost protejat și ca arie specială de conservare în martie 2011.

## Biodiversitate
Situată în ecoregiunea boreală, aria protejată conține 2 habitate naturale: Pajiști cu Molinia pe soluri calcaroase, turboase sau argilos-nămoloase (Molinion caeruleae), Pajiști fino-scandinave uscate până la mezice, bogate în specii de altitudine mică.
La baza desemnării sitului se află un număr nedeclarat de specii protejate.